# Arcésio
Arcésio, na mitologia grega, foi o pai de Laerte e avô de Odisseu (em algumas versões Odisseu é filho de Sísifo).
Laerte era o único filho de Arcésio, Odisseu o único de Laerte, e Telêmaco - pelo menos pelo que o próprio Telêmaco sabia - o único filho de de Odisseu.
Arcésio era filho de Céfalo e Prócris. Segundo Ovídio, Arcésio era filho de Zeus (em uma fala de Odisseu; a mãe de Arcésio não é mencionada).